# Mariel Pikkemaat
Mariel Pikkemaat (30 de marzo de 1972) es una deportista neerlandesa que compitió en remo. Ganó tres medallas en el Campeonato Mundial de Remo entre los años 2001 y 2003, en la prueba de cuatro scull ligero.

## Palmarés internacional
| Campeonato Mundial | Campeonato Mundial | Campeonato Mundial | Campeonato Mundial  |
| Año                | Lugar              | Medalla            | Prueba              |
| ------------------ | ------------------ | ------------------ | ------------------- |
| 2001               | Lucerna (Suiza)    | Medalla de bronce  | Cuatro scull ligero |
| 2002               | Sevilla (España)   | Medalla de plata   | Cuatro scull ligero |
| 2003               | Milán (Italia)     | Medalla de plata   | Cuatro scull ligero |